# ثيوبومبوس
ثيوبومبوس (باليونانية: Θεόπομπος) هو الملك التاسع لأسبرطة من سلالة يوريبونتيد، وابن نيكاندر، خلفه أناكساندريداس الأول.

## وصلات خارجية
- مولر، كارل أوتفريد تاريخ وآثار السلالة الدوريون. (باللغة الإنجليزية)